# シャイバーニー朝

シャイバーニー朝
شیبانیان

シャイバーニー朝の版図

シャイバーニー朝（シャイバーニーちょう、ウズベク語: Shayboniylar / Шайбонийлар、英語: Shaybanid Dynasty、ロシア語: Шейбаниды）は、15世紀 - 16世紀にかけて中央アジアに存在したテュルク系イスラム王朝。ジョチ・ウルスの系譜を引く遊牧集団ウズベクによって建てられたため、ウズベク・ハン国、ウズベク・ウルスとも呼ばれるが、ブハラを首都としたため、続くジャーン朝、マンギト朝とともにブハラ・ハン国とも呼ばれる。また、ホラズム地方のウルゲンチを首都とした政権もシャイバーニー朝であるが、こちらはウルゲンチのシャイバーニー朝、もしくはヒヴァ・ハン国と呼んで区別する。
シャイバーン朝とも表記される。
一見中央集権的にみえるシャイバーニー朝であったが、実際には複数の遊牧部族の寄り合いによってできた政治的連合体であった。

## 名称
シャイバーニー朝、或いはシャイバーン朝と称されるこの王朝の名はチンギス・カンの長男のジョチの五男のシバンからきている。それゆえにシャイバーニー朝と呼ばれる王統はいくつもあり、ブハラ・ハン国を始めヒヴァ・ハン国、シビル・ハン国もシャイバーニー朝であるが、ブハラ・ハン国のムハンマド・シャイバーニー・ハン以降の政権を特にシャイバーニー朝と呼ぶことが多い。

## 歴史
15世紀前半、ジョチ・ウルス東部（旧オルダ・ウルス）において、ウズベクと呼ばれる遊牧集団の活動が活発化してくる。彼らを率いたのはジョチの五男のシバンの末裔であるアブル＝ハイル・ハン（在位：1428年 - 1468年）であった。彼はモンゴル時代から名の知れたブルクト部の支援を受けて即位し、シバン家に敵対する勢力を駆逐してサライ政権（ジョチ・ウルス）から独立した。1430年/1431年にはティムール朝領のホラズムに遠征し、1446年にはキプチャク草原東部を統一した。同年、アブル＝ハイル・ハンはシル川中流域のオアシス都市スグナク、サウラン、ウズゲンドを占領して政治的・軍事的拠点とした。しかし、トカ・テムル家のケレイとジャニベク・ハンがアブル＝ハイル・ハンに背いて別の集団を作り、モグーリスタン辺境に移住した（これをカザフと呼ぶ）。1451年、アブル＝ハイル・ハンはティムール朝のアブー・サイードの乱に協力し、サマルカンド奪取を援助。その後もしばしばティムール朝の援軍要請に応じた。
1468年にアブル＝ハイル・ハンが没すると、ウズベクのウルスは分裂状態に陥り、その多くはケレイ・ハンとジャニベク・ハンの支配するカザフ・ハン国に流れた。1496年/1497年、アブル＝ハイル・ハンの孫であるムハンマド・シャイバーニー・ハンがティムール朝の衰退に乗じてシル川中流域に拠点を置き、ウズベク集団の再統合に成功した。1500年、ムハンマド・シャイバーニー・ハンはサマルカンドを占領し、マー・ワラー・アンナフルの支配権を得た。その後もフェルガナ盆地、タシュケント、ホラズム地方といった地域を支配下に置き、1507年にはヘラートを占領してティムール朝を滅ぼし、ホラーサーンに進出した。しかし、その後のカザフ遠征や、ハザーラ族遠征に失敗し、次第に配下の支持が得られなくなった頃、サファヴィー朝のシャー・イスマーイール（在位：1501年 - 1524年）の侵攻に遭い、ムハンマド・シャイバーニー・ハンはメルヴ郊外で敗死した（1510年）。
1511年、ティムール朝残党であるバーブルはシャー・イスマーイールの援助を受けてサマルカンドを奪い返したが、翌年シャイバーニー朝のウズベク軍によって敗北し、最終的にインドへ逃れてムガル朝を建国する（1526年）。バーブルを追い出したシャイバーニー朝は再びサマルカンドを首都としたが、対バーブル戦で活躍したウバイドゥッラーがハン位に就くと、彼の所領であったブハラが次第に中心地となっていく。ウバイドゥッラーの死後はアブドゥッラーフ1世が継いだが、彼の死後、アブドゥッラーフ家のサマルカンド政権とウバイドゥッラー家のブハラ政権に分かれて対立し、国家が分裂する。この争いは1552年にバラク・ハン（ナウルーズ・アフマド・ハン）の統一によって終息する。
バラク・ハンの没後はアブドゥッラーフ2世が権力を握り、一族の最長老であった伯父のピール・ムハンマドをハン位に就かせ、1561年にピール・ムハンマドが亡くなると、父のイスカンダルをハン位に就かせて自らは陰で政権を牛耳った。1557年には首都をサマルカンドからブハラに遷す（ブハラ・ハン国）。1583年、イスカンダルが亡くなるとアブドゥッラーフ2世はついにハン位に就き、シャイバーニー朝の中央集権化を推し進めた。1584年にアム川上流のバダフシャンを占領すると、1588年にはヘラート、ホラーサーンを支配下に入れ、1593年/1594年にヒヴァ・ハン国領のホラズム地方を征服し、中央アジア南部をその版図とした。こうしてシャイバーニー朝の最盛期を築いたアブドゥッラーフ2世であったが、彼は1598年に亡くなる。
アブドゥッラーフ2世のあとを継いだ子のアブドゥル＝ムウミンは人望がなく、6カ月の統治のあとに暗殺されたため、国内は混乱状態となった。この機に乗じて北のカザフ・ハン国が侵攻してきたが、ハンのピール・ムハンマド2世はこれを撃退し、シャイバーニー朝を勝利に導いた。1599年、ピール・ムハンマド2世が亡くなると、シャイバーニー朝の男系が断絶したため、対カザフ戦で活躍した他家のジャーニー・ムハンマドをハンに推挙する動きがあったが、ジャーニー・ムハンマド自身が「シャイバーニー家の血を引く者がハン位に就くべき」と拒んだため、ジャーニー・ムハンマドの子でアブドゥッラーフ2世の甥にあたるバーキー・ムハンマドがハン位に就いた。以降の王朝をジャーニー・ムハンマドからジャーン朝、もしくは彼らの出身地アストラハンからアストラハン朝と呼ばれる。

## 歴代のハン
- アブル＝ハイル・ハン（在位：1428年 - 1468年）…ジョチの子のシバンの七世の孫のダウラト・シャイフの子
- シャイフ・ハイダル（在位：1468年）…アブル＝ハイルの子

1. ムハンマド・シャイバーニー・ハン（在位：1500年 - 1510年）…アブル＝ハイルの子のシャー・ブダクの子
2. クチュクンジ・ハン（在位：1510年 - 1531年）…アブル＝ハイルの子
3. アブー・サイード（在位：1531年 - 1534年）…クチュクンジの子
4. ウバイドゥッラー（在位：1534年 - 1539年）…ムハンマド・シャイバーニーの兄弟のマフムードの子
5. アブドゥッラーフ1世（在位：1539年 - 1540年）…クチュクンジの子
6. アブドゥッラティーフ（在位：1540年 - 1552年）…ウバイドゥッラーの弟
  - アブドゥルアズィーズ…ウバイドゥッラーの子
7. ナウルーズ・アフマド・ハン（バラク・ハン）（在位：1552年 - 1556年）…アブル＝ハイルの子のセヴィンチ・ホージャの子
8. ピール・ムハンマド1世（在位：1556年 - 1561年）…アブル＝ハイルの子のホージャ・ムハンマドの子のジャーニー・ベクの子
9. イスカンダル・ハン（在位：1561年 - 1583年）…ジャーニー・ベクの子
10. アブドゥッラーフ2世（在位：1583年 - 1598年）…イスカンダルの子
11. アブドゥル＝ムウミン（在位：1598年）…アブドゥッラーフ2世の子
12. ピール・ムハンマド2世（在位：1598年 - 1599年）…ジャーニー・ベクの子のスライマーンの子